# Appearance of Evil
Appearance of Evil (o The Appearance of Evil) è un film muto del 1918 diretto da Lawrence C. Windom. Prodotto e distribuito dalla World Film, era interpretato da June Elvidge, Frank Mayo, George MacQuarrie.
La sceneggiatura di Clara Beranger si basa su The Appearance of Evil, una storia breve di Charles Stokes Wayne scritta sotto lo pseudonimo di Horace Hazeltine.

## Trama
Rimasta vedova, Maida Brown è entrata in possesso dei beni del defunto marito a condizione che non si risposi. Il cognato Harold, che nel caso di un nuovo matrimonio di Maida diverrebbe lui erede del fratello, si mette a spiarla. La ricca vedova, infatti, ha ospitato nella sua casa di Bayport un fabbricante di aeroplani, tale Louis Letchworth, e la loro convivenza un po' troppo affettuosa ha, in seguito, costretto Maida a lasciare la città a causa delle proteste della Lega della Purezza locale, messa al corrente della piccante situazione dalla cameriera di casa Brown, figlia del capo della lega. Harold chiede dei chiarimenti a Maida ma lei nega di avere sposato Louis. Il cognato, allora, inizia le pratiche per ottenere la custodia di Gordon, il figlio di Maida, motivando la sua richiesta con la condotta scandalosa della madre. Lei, incapace di sopportare la perdita del figlio, confessa finalmente di essersi segretamente sposata in Belgio con Louis. Perde così l'eredità che passa ad Harold ma un suo investimento di centomila dollari che aveva precedentemente fatto nell'impresa aeronautica di Louis le frutta dei ricchi dividendi. Inoltre, ora può vivere pubblicamente con il marito senza essere più costretta a nascondere la loro unione.

## Produzione
Il film fu prodotto dalla World Film.

## Distribuzione
Il copyright del film, richiesto dalla World Film Corp., fu registrato l'11 ottobre 1918 con il numero LU12978.
Distribuito dalla World Film, il film uscì nelle sale cinematografiche statunitensi il 7 ottobre 1918.
Non si conoscono copie ancora esistenti della pellicola che viene considerata presumibilmente perduta.